# Carlos Cantú
Carlos Cantú Gonzales (n. Puesto del Llano en el valle de El Pilón (actual Montemorelos, Nuevo León), aproximadamente 1705 - f. antes de 1767) fue un capitán dedicado a la exploración de territorios del noreste del actual territorio de México que comprendían el Nuevo Santander, la Nueva Extremadura, el Nuevo Reino de León y la costa del seno mexicano.

## Biografía
Carlos Cantú Gonzales era originario del Puesto del Llano en el valle de El Pilón (actual Montemorelos, Nuevo León). Nació alrededor de 1705. Fue el primogénito de ocho hermanos del matrimonio formado por el capitán Carlos Cantú y Maria Josefa Gonzales. Su bisabuelo del mismo nombre contrajo nupcias con María Teresa de León y Gonzales Hidalgo, hija de Alonso de León "El Viejo", el reconocido primer cronista del Nuevo Reino de Leon y su tío abuelo Alonso de León "El Mozo", fue el primer gobernador de Coahuila.
Su abuelo de nombre homónimo y Alonso de León "El Mozo" participaron en la importante expedición de 1686 a la desembocadura del río Bravo en busca del fuerte francés San Luis.
El fundador de Reynosa contrajo nupcias con María Ana Gertrudis Cavazos, vecina de Cadereyta. Tenía rasgos y carácter representativos de los habitantes de los confines norestenses de la Nueva España, atributos que le harían dirigir el arranque del primer asentamiento de Reynosa.
Se desconoce la fecha de su fallecimiento, pero se estima que para el primer repartimiento de tierras que tuvo lugar a través de los Autos de la General Visita de 1767, Carlos Cantu Gonzales ya había fallecido.

## Fundación de Reynosa
Reynosa se plantó el 14 de marzo de 1749 en una extensa llanura aluvial en tierras habitadas por indios tejones y sacatiles. El capitán Carlos Cantú Gonzales logró congregar a los pobladores pioneros en esta villa en su mayoría provenientes del Nuevo Reino de León, quedando de esta manera dentro del proyecto colonizador del noreste novo hispano ya que originalmente su fundación no estaba contemplada por el coronel José de Escandón.
En correspondencia a su grado de responsabilidad al fundar este nuevo asentamiento, Carlos Cantú Gonzales fue el primer capitán y justicia mayor de Reynosa, cargo que ostentó por más de medio lustro.